# Zhantian (sockenhuvudort i Kina, Jiangxi Sheng, lat 26,59, long 116,16)
Zhantian är en sockenhuvudort i Kina. Den ligger i provinsen Jiangxi, i den sydöstra delen av landet, omkring 230 kilometer söder om provinshuvudstaden Nanchang. Antalet invånare är 17 066. Befolkningen består av 8 151 kvinnor och 8 915 män. Barn under 15 år utgör 22,0 %, vuxna 15-64 år 69 %, och äldre över 65 år 7,0 %.
Runt Zhantian är det ganska tätbefolkat, med 179 invånare per kvadratkilometer. Närmaste större samhälle är Huitong, 9,2 km sydväst om Zhantian. I omgivningarna runt Zhantian växer i huvudsak blandskog.
Genomsnittlig årsnederbörd är 2 261 millimeter. Den regnigaste månaden är maj, med i genomsnitt 345 mm nederbörd, och den torraste är oktober, med 22 mm nederbörd.